# 台北庁

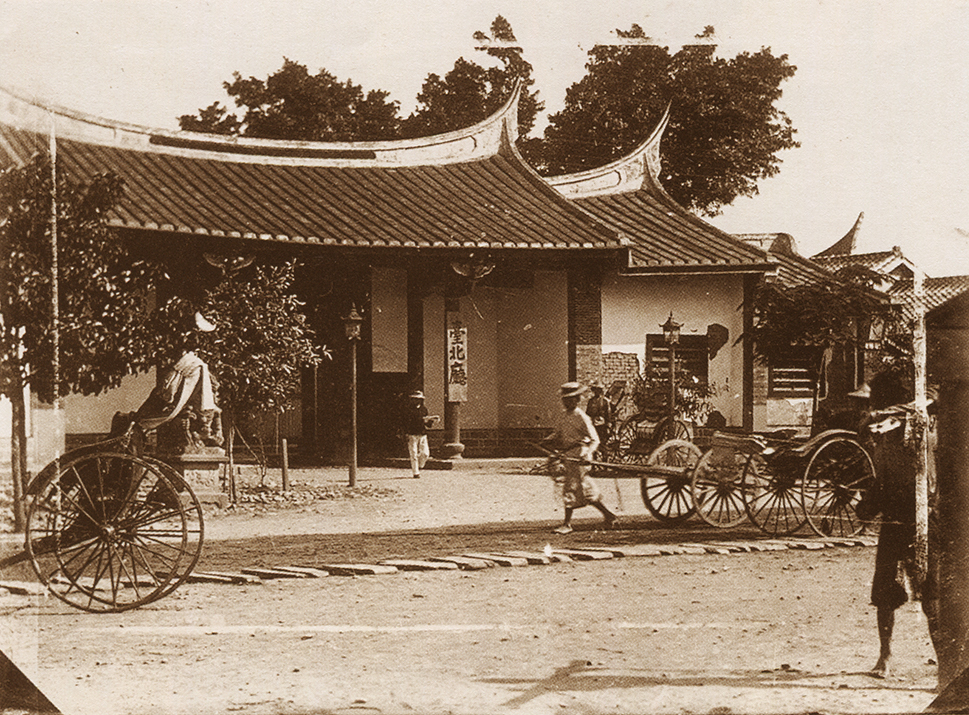
台北庁庁舎

台北庁（たいほくちょう、旧字体：臺北廳）は、日本統治時代の台湾の地方行政区分のひとつ。

## 地理
1916年当時、錫口、枋橋、新庄、士林、淡水（1912年9月まで滬尾）、金包里、水返腳、基隆、頂双渓、深坑、新店の11の支庁および直轄区域から構成された。

## 歴史

### 沿革
- 1901年（明治34年）11月 - 廃県置庁により三県四庁から二十庁に改められた際に台北県の一部から新設される。
- 1909年（明治42年） - 基隆庁基隆、水返腳、頂双渓各弁務所、深坑庁景尾弁務署を編入する。
- 1920年（大正9年）9月1日 - 宜蘭庁、桃園庁三角湧支庁と合併する。

## 行政

### 歴代庁長
- 菊池末太郎：1901年11月11日 - 1903年9月16日
- 佐藤友熊：1903年9月16日 - 1907年9月12日
- 加藤尚志：1908年9月12日 - 1909年10月25日
- 井村大吉[注 1]：1909年10月25日 - 1914年6月10日
- 加福豊次：1914年7月1日 - 1915年
- 冨島元治：1917年9月27日 - 1919年
- 今川淵：1919年 - 1919年
- 梅谷光貞：1920年7月 - 1920年9月1日